# Cnaeus Cornelius Lentulus
Cnaeus Cornelius Lentulus római politikus és hadvezér, az előkelő patricius Cornelia gens tagja volt.
Kr. e. 212-ben quaestori hivatalt viselt, Kr. e. 204-ben pedig fivérével, Lucius Cornelius Lentulusszal közösen aedilis curulis lett. Kr. e. 201-ben consulként az afrikai hadműveleteket kívánta irányítani, hogy learathassa a II. pun háború babérjait, de vágya nem teljesült, mivel a senatus megérdemelten Publius Cornelius Scipio Africanusnak juttatta a feladatot. Közben Lentulus a Szicília partvidékén állomásozó flotta parancsnoka lett, hogy bármikor beavatkozhasson Karthágóban. Scipio állítólag azt mondta, hogy már csak Lentulus kapzsisága miatt is le kellett volna rombolnia Karthágót.
Lentulus Kr. e. 199-ben Hispania Citerior proconsuli rangú helytartója lett, helyi győzelmeiért ovatiót tarthatott.
| Elődei: Marcus Servilius Pulex Geminus és Tiberius Claudius Pius Felix Nero | Consul Kr. e. 201 collega: Publius Aelius Paetus | Utódai: Publius Sulpicius Galba Maximus és Caius Aurelius Cotta |